# Kuocang Shan
Kuocang Shan (kinesiska: 括苍山) är en bergskedja i Kina. Den ligger i provinsen Zhejiang, i den östra delen av landet, omkring 190 kilometer söder om provinshuvudstaden Hangzhou.
Kuocang Shan sträcker sig 114 km i öst-västlig riktning. Den högsta toppen är Dayang Shan, 1 449 meter över havet.
Topografiskt ingår följande toppar i Kuocang Shan:
- Dayang Shan
- Wanghaijian

Genomsnittlig årsnederbörd är 2 402 millimeter. Den regnigaste månaden är juni, med i genomsnitt 411 mm nederbörd, och den torraste är januari, med 67 mm nederbörd.